# Jakub Piotr Ożga
Jakub Piotr Stanisław Ożga herbu Rawicz – stolnik chełmski w latach 1685-1702, sędzia kapturowy ziemi lwowskiej w 1696 roku.